# Kingsleya fossor
Kingsleya fossor is een krabbensoort uit de familie van de Pseudothelphusidae.